# Streephaakpoot
De streephaakpoot (Leptoiulus belgicus) is een miljoenpotensoort uit de familie van de Julidae. De wetenschappelijke naam van de soort werd voor het eerst geldig gepubliceerd in 1884 door Latzel.